# Luigi Galvani
Luigi Galvani, italijanski anatom, zdravnik in fizik, * 9. september 1737, Bologna, Italija, † 4. december 1798, Bologna. 
Galvani je najbolj znan po odkritju, da mišične in živčne celice proizvajajo elektriko.
Nekoč je pri eksperimentiranju z statično elektriko seciral žabo, ko je s kovinskim skalpelom naključno zadel izpostavljen ishiatični živec. Kraki mrtve žabe so nenadoma začeli trzati, kot da bi oživeli. Na podlagi tega dogodka je Galvani kot prvi začel povezovati elektriko z življenjsko silo, zato velja za odkritelja bioelektrike.
Da bi opisal tisto, kar je aktiviralo mišičje njegovih primerkov pri seciranju, je Galvani skoval izraz živalska elektrika. Kot njegovi sodobniki, si je tudi sam razlagal, da je krivec za to aktiviranje nekakšen električni fluid, ki ga do mišic prenesejo živci. Pojav so na pobudo njegovega kolega in nekdaj tudi nasprotnika - Alessandra Volte - poimenovali »galvanizem«.
Po zaslugi Galvanijevih poskusov je kmalu prišlo do izuma prve baterije, čeprav Galvani sam elektrike ni dojemal kot ločene od biologije. Elektrike ni imel za esenco življenja, na katerega je imel vitalističen pogled. Tako je prvo baterijo, ki je postala znana pod imenom 'voltov stolp', sestavil Alessandro Volta.
Medtem ko je Galvani verjel, da je vsako življenje zares električno - ker so vse žive stvari sestavljene iz celic, od katerih ima vsaka svoj potencial - ima biološka elektrika isto kemično podlago kot električni tok, ki teče med elektrokemičnimi celicami, zato ga lahko poustvarimo zunaj telesa. Voltova intuicija je bila prav tako pravilna.
Po Galvaniju se imenujejo tudi galvanski člen, galvanometer in galvanizacija.